# Gil Vicente FC
Gil Vicente FC is een op 3 mei 1924 opgerichte voetbalclub uit Barcelos, Portugal. De club komt uit in de Primeira Liga, de hoogste divisie.

## Historie
Gil Vicente werd opgericht in 1924 door een groep vrienden en werd genoemd naar de gelijknamige toneelschrijver Gil Vicente. In 1990 wist de club voor het eerst te promoveren naar de Primeira Liga, de hoogste voetbaldivisie van Portugal. De Nederlandse aanvaller Remco Boere speelde in het seizoen 1991/92 voor de club, die destijds onder leiding stond van de latere bondscoach van Portugal, António Oliveira. In 1997 degradeerde de club weer. In 1999 werd dankzij het kampioenschap in de Liga de Honra opnieuw promotie bereikt, maar in 2006 degradeerde de club wederom. Dat was opmerkelijk, omdat Gil Vicente dat seizoen als twaalfde was geëindigd. De Portugese competitie werd ingekrompen van 18 naar 16 clubs, waardoor vier clubs degradeerden en de nummer vijftien van de ranglijst, Belenenses, wist met succes aan te voeren dat Gil Vicente gedurende het seizoen verschillende malen een niet-speelgerechtigde speler had opgesteld: de Angolees Mateus. In 2011 dwong Gil Vicente andermaal promotie af door weer het kampioenschap in de Liga de Honra te behalen. Het beste resultaat in de hoogste divisie is de vijfde plaats in het seizoen 1999/00 en 2021/2022.

## Stadion
Gil Vicente speelt sinds 2004 zijn thuiswedstrijden in het Estádio Cidade de Barcelos dat plaats biedt aan 12.734 toeschouwers. Voor die tijd werden de thuiswedstrijden afgewerkt in het Estádio Adelino Ribeiro Novo, waar tegenwoordig de jeugdteams van de club spelen.

## Erelijst
- Segunda Liga

1999, 2011

## Eindklasseringen
| 4 |

| 4 |

|  |

|  |

| 7 |

| 10 |

|  |

| 8 |

| 9 |

| 7 |

| 11 |

| 4 |

| 7 |

| 11 |

| 1 |

| 11 |

|  |

|  |

|  |

|  |

|  |

|  |

|  |

|  |

|  |

|  |

| 13 |

| 5 |

| 14 |

| 7 |

| 8 |

| 6 |

| 9 |

| 10 |

| 6 |

| 4 |

| 8 |

| 7 |

| 9 |

| 10 |

| 9 |

| 3 |

| 10 |

| 3 |

| 1 |

| 13 |

| 13 |

| 9 |

| 10 |

| 13 |

| 12 |

| 18 |

| 4 |

| 1 |

| 5 |

| 14 |

| 12 |

| 8 |

| 12 |

| 13 |

| 12 |

| 12 |

| 4 |

| 9 |

| 10 |

| 1 |

| 9 |

| 13 |

| 13 |

| 17 |

| 11 |

| 13 |

| 19 |

| 3 |

| 10 |

| 11 |

| 5 |

| 13 |

| 12 |

| 13 |

| Primeira Liga | Segunda Divisão/Liga de Honra/Liga Pro | Tercera Divisão/Campeonato de Portugal |

Tot 1999 stond de Primeira Liga bekend als de Primeira Divisão. De Segunda Liga kende in de loop der tijd meerdere namen en heet sinds 2020/21 Liga Portugal 2. Ook het 3e niveau kende verschillende namen en heet sinds 2021/22 Liga 3.
| Seizoen   | №  | Clubs | Divisie                | Duels | Winst | Gelijk | Verlies | Doelsaldo | Punten | Tsch  |
| --------- | -- | ----- | ---------------------- | ----- | ----- | ------ | ------- | --------- | ------ | ----- |
| 1990–1991 | 13 | 20    | Primeira Divisão       | 38    | 11    | 11     | 16      | 34–46     | 33     | ??    |
| 1991–1992 | 13 | 18    | Primeira Divisão       | 34    | 11    | 7      | 16      | 26–42     | 29     | ??    |
| 1992–1993 | 9  | 18    | Primeira Divisão       | 34    | 12    | 7      | 15      | 34–42     | 31     | ??    |
| 1993–1994 | 12 | 18    | Primeira Divisão       | 34    | 10    | 11     | 13      | 27–47     | 31     | ??    |
| 1994–1995 | 13 | 18    | Primeira Divisão       | 34    | 7     | 13     | 14      | 30–40     | 27     | ??    |
| 1995–1996 | 12 | 18    | Primeira Divisão       | 34    | 9     | 9      | 16      | 31–49     | 36     | ??    |
| 1996–1997 | 18 | 18    | Primeira Divisão       | 34    | 4     | 7      | 23      | 29–74     | 19     | ??    |
| 1997–1998 | 4  | 18    | Segunda Liga           | 34    | 16    | 12     | 6       | 44–23     | 60     | ??    |
| 1998–1999 | 1  | 18    | Segunda Liga           | 34    | 20    | 8      | 6       | 58–24     | 68     | ??    |
| 1999–2000 | 5  | 18    | Primeira Liga          | 34    | 14    | 11     | 9       | 48–34     | 53     | 3.500 |
| 2000–2001 | 14 | 18    | Primeira Liga          | 34    | 10    | 7      | 17      | 34–41     | 37     | 2.412 |
| 2001–2002 | 12 | 18    | Primeira Liga          | 34    | 10    | 8      | 16      | 42–56     | 38     | 2.677 |
| 2002–2003 | 8  | 18    | Primeira Liga          | 34    | 13    | 5      | 16      | 42–53     | 44     | 2.206 |
| 2003–2004 | 12 | 18    | Primeira Liga          | 34    | 10    | 10     | 14      | 43–40     | 40     | 2.788 |
| 2004–2005 | 13 | 18    | Primeira Liga          | 34    | 11    | 7      | 16      | 34–40     | 40     | 4.431 |
| 2005–2006 | 12 | 18    | Primeira Liga          | 34    | 11    | 7      | 16      | 37–42     | 40     | 4.495 |
| 2006–2007 | 12 | 16    | Segunda Liga           | 30    | 12    | 9      | 9       | 27–27     | 36     | ??    |
| 2007–2008 | 4  | 16    | Segunda Liga           | 30    | 13    | 11     | 6       | 43–34     | 50     | 2.857 |
| 2008–2009 | 9  | 16    | Segunda Liga           | 30    | 8     | 14     | 8       | 36–27     | 38     | 1.822 |
| 2009–2010 | 10 | 16    | Segunda Liga           | 30    | 9     | 11     | 10      | 36–32     | 38     | 1.306 |
| 2010–2011 | 1  | 16    | Segunda Liga           | 30    | 15    | 10     | 5       | 55–38     | 55     | 4.075 |
| 2011–2012 | 9  | 16    | Primeira Liga          | 30    | 8     | 10     | 12      | 31–42     | 34     | 5.046 |
| 2012–2013 | 13 | 16    | Primeira Liga          | 30    | 6     | 7      | 17      | 31–54     | 25     | 4.230 |
| 2013–2014 | 13 | 16    | Primeira Liga          | 30    | 8     | 7      | 15      | 23–37     | 31     | 4.027 |
| 2014–2015 | 17 | 18    | Primeira Liga          | 34    | 4     | 11     | 19      | 25–60     | 23     | 3.150 |
| 2015–2016 | 11 | 24    | Segunda Liga           | 46    | 16    | 14     | 16      | 58–56     | 62     | 978   |
| 2016-2017 | 13 | 22    | Segunda Liga           | 42    | 13    | 17     | 12      | 47-49     | 56     | 965   |
| 2017-2018 | 19 | 20    | Segunda Liga           | 38    | 8     | 12     | 18      | 29-45     | 36     | 962   |
| 2018-2019 | 1  | 22    | Campeonato de Portugal | 34    | 22    | 4      | 8       |           | 70     |       |
| 2019–2020 | 10 | 18    | Primeira Liga          | 34    | 11    | 10     | 13      | 40-44     | 43     | 4.034 |
| 2020–2021 | 11 | 18    | Primeira Liga          | 34    | 11    | 6      | 17      | 33-42     | 39     |       |
| 2021–2022 | 5  | 18    | Primeira Liga          | 34    | 13    | 12     | 9       | 47-42     | 51     | 3.383 |
| 2022-2023 | 13 | 18    | Primeira Liga          | 34    | 10    | 7      | 17      | 32-41     | 37     | --    |
| 2023-2024 | 12 | 18    | Primeira Liga          | 34    | 9     | 9      | 6       | 42-52     | 36     |       |
| 2024-2025 | 13 | 18    | Primeira Liga          | 34    | 8     | 10     | 16      | 34-47     | 34     |       |

## In Europa
#Q = #kwalificatieronde, PO=Play Offs, T/U = Thuis/Uit, W = Wedstrijd, PUC = punten UEFA coëfficiënten .
Uitslagen vanuit gezichtspunt Gil Vicente
| Seizoen | Competitie        | Ronde | Land               | Club    | Totaalscore | 1e W    | 2e W    | PUC |
| ------- | ----------------- | ----- | ------------------ | ------- | ----------- | ------- | ------- | --- |
| 2022/23 | Conference League | 3Q    | Vlag van Letland   | Riga FC | 5-1         | 1-1 (U) | 4-0 (T) | 1.5 |
|         |                   | PO    | Vlag van Nederland | AZ      | 1-6         | 0-4 (U) | 1-2 (T) | 1.5 |

Totaal aantal punten behaald voor UEFA Coëfficiënten: 1.5
Zie ook
- Deelnemers UEFA-toernooien Portugal
- Ranglijst van alle clubs die in de diverse Europa Cups zijn uitgekomen

## Bekende (oud-)spelers
- Yakubu Aiyegbeni
- Remco Boere
- Peter Rufai

FC Alverca ·
FC Arouca ·
AVS ·
Benfica ·
Sporting Braga ·
Casa Pia · 
Estoril-Praia · 
Estrela Amadora ·
Famalicão ·
Gil Vicente ·
Moreirense ·  
Nacional ·
FC Porto · 
Rio Ave ·
Santa Clara · 
Sporting CP · 
Tondela · 
Vitória Guimarães